# キンケロ・シアター
中目黒キンケロ・シアター（なかめぐろキンケロ・シアター）は、東京都目黒区青葉台に所在する劇場。俳優の愛川欽也が建てた劇場である。
劇場名は、愛川の「キンキン」、妻のうつみ宮土理の「ケロンパ」という夫婦のニックネームから取られている。

## 概要
愛川は「芝居をやりたい後輩のために芝居小屋を建設したい」という夢を持っており、バブル崩壊直後に劇場建設用として現在の土地を購入していた。その後愛川は2000年に「劇団キンキン塾」を結成し舞台公演や自主映画の製作を始めたが、劇場の閉鎖が相次いでいた時期であり、上演の場所探しに苦労したことから、自分の夢の実現の好機として劇場建設を決意。妻のうつみにも少し出資してもらい、総工費7000万円ほどを自前で調達した。
オープン後は「劇団キンキン塾」のホーム劇場や愛川の自主映画公開の場としてのほか、貸し劇場としても運用している。愛川の亡き後も存続し、現在も中小劇団やお笑い芸人の公演場所として頻繁に使われている。

また、2017年からスタートした「女芸人No.1決定戦 THE W」では1回戦と2回戦の東京会場として使用されている。

## 設備
敷地面積4778㎡、2階建て、客席数133の施設であり、「役者・スタッフ・観客の、全ての人が快適に過ごせる劇場」という、愛川のこだわりが詰まったものとなっている。
・舞台は間口8 - 9m、奥行き6.3 - 6.4mあり、役者として演じやすい広さとなっている。
・音響照明のオペレーション室が広く、大道具搬入口が1Fにある。
・客席の椅子や広さにて、小劇場では異例の快適さとなっている。愛川の助言もあり、座席は長時間座っても腰が痛くならないもの。舞台と最前列の間は車いすが通れるだけの広さを取っている。

## 交通アクセス
- 東急東横線・東京メトロ日比谷線中目黒駅　西口1から徒歩8分
- 東急東横線代官山駅　中央口から徒歩9分
- 東急バス東山一丁目・代官山Ｔサイト　徒歩5分